# Male Srakane
Male Srakane [sraˈkanɛ] (italienisch Canidole Piccola; deutsch Klein Kanidol) ist eine kleine Insel von Kroatien in der Gespanschaft Primorje-Gorski kotar. Die Insel liegt 3 km westlich von Lošinj in der Kvarner-Bucht der Adria. Male Srakane grenzt nordwestlich an die etwas größere Insel Vele Srakane, voneinander getrennt durch einen schmalen, etwa 70 m breiten Meereskanal.
Rund 300 Meter vor der Südostspitze von Male Srakane liegt die sehr kleine unbewohnte Insel Šilo (italienisch Scoglietto Silo).

## Geographie
Die Insel ist von sanft hügeligem Charakter geprägt, die Fläche beträgt knapp 60 ha. Male Srakane besteht aus Kalkstein des Eozäns, weitgehend überlagert von sandigem Lehm („Sansego-Sand“). Nur an der Ostküste tritt ein schmaler Streifen eines kreidezeitlichen Rudistenkalksteins hervor. Sie weist trotz ihrer geringen Ausdehnung und je nach Untergrund (Kalk oder Lehm) und der exponierten Lage sehr unterschiedlichen Bewuchs auf (Macchia, Schilfrohr oder offenes Grasland).

## Siedlungsgeschichte und Kultur
Auf Male Srakane gibt es eine kleine Siedlung an der Westküste, die den gleichen Namen wie die Insel trägt. Die Spuren der Siedlung reichen bis in die Frühgeschichte zurück. 2001 hatte die Insel lediglich 2 Einwohner.
Die Bewohner der Insel leben in erster Linie von der Fischerei und der Landwirtschaft für den Eigenbedarf.